# Tapinocyba distincta
Tapinocyba distincta är en spindelart som först beskrevs av Banks 1892.  Tapinocyba distincta ingår i släktet Tapinocyba och familjen täckvävarspindlar. Inga underarter finns listade i Catalogue of Life.